# 杭州郑子罕著作权案
杭州郑子罕著作权案（杭州市教育局侵权案）指浙江杭州郑子罕教师因编写教材版税引发的法律问题，主要原因为郑工作单位杭州市教育局侵占其个人知识产权——未经著作权人许可而修改著作权导致追究刑事责任引发的争议。其版税属个人合法所得还是工作单位收入存有争议，也是现行体制之下一直存在的问题；事实上中国众多国家要人的著作被认为属于个人版权不会引起争议。2011年7月29日，杭州市下城区法院一审宣判郑子罕犯挪用公款罪处有期徒刑6年。判决结果将对中国内地知识分子创作积极性和创作成果保护产生深远影响，引发法律界人士广泛关注。

## 起因
郑子罕为教育部特聘专家、中学高级教师、浙江省特级教师、浙江省教育学会中小学信息技术教育专业委员会副秘书长，原系杭州教育局教研室教研员。1996年，郑联络杭州多所中学骨干教师共同编写中小学《信息学基础》教材，郑妻称教材编写均系业余时间完成。1998年该书以《信息学基础》编写组的名义由浙江大学出版社出版，主编为郑子罕，之后成为杭州市部分校信息技术课程试用教材。2000年书名改为《中学信息技术》，转由浙江科学技术出版社，合同有效期为10年，其后多次出版。印刷合同标明著作权人为郑子罕，作者包括郑子罕等15人；版税为基本稿酬加印数定价总额的8%。所得版税由出版商打入郑子罕个人银行账户，由郑根据参与编辑老师的工作量，分发版税。
2005年，杭州教育局普教室新负责人上任后与出版社签订另外的合同，著作权人郑子罕被更改成了市普教室；合同还约定乙方按20%的版税向甲方市普教室支付报酬，版税含甲方的编写版税和组织编写费，合同有效期为3年；2008年同样内容的合同续签一次；郑子罕对此竟一直不知情。2010年杭州市审计局审计中发现，郑子罕涉嫌挪用和贪污公款，稿酬突然变成公款；2010年检察机关以郑子罕涉嫌挪用公款罪、贪污罪提起公诉；2011年7月28日法院以挪用公款罪判处郑子罕有期徒刑6年。